# Henricia parva
Henricia parva is een zeester uit de familie Echinasteridae.
De wetenschappelijke naam van de soort werd in 1912 gepubliceerd door René Koehler.